# ترس (فیلم ۱۹۶۶)
«ترس» (یونانی: Ο φόβος) فیلمی در ژانر جنایی است که در سال ۱۹۶۶ منتشر شد.